# Yuri Orlov
Yuri Fiódorovich Orlov (en ruso: Юрий Фёдорович Орлов; Moscú, 13 de agosto de 1924-Ithaca, Estados Unidos; 27 de septiembre de 2020) fue un físico nuclear ruso nacionalizado estadounidense, disidente del régimen de la Unión Soviética y activista de los derechos humanos.

## Biografía
Fundó en 1973 una sucursal de Amnistía Internacional –Grupo Helsinki– en Moscú cuya función fue hacer un seguimiento del cumplimiento de los Acuerdos de Helsinki, así como proporcionar informes sobre los posibles abusos cometidos en el país. Esta fue la primera agrupación de defensores de los derechos humanos en la antigua URSS, en medio del orden represivo que imponía la KGB.
Fue arrestado en 1974 y condenado a ocho años y encarcelado en un campo de concentarción del Gulag en la RASS de Yakutia tal y como lo describe en su libro de memorias Pensamientos peligrosos. Además de la condena en el campo de trabajo, fue condenado a cinco años de exilio acusado de propaganda antisovietica. El grupo proderechos humanos fue disuelto en los primeros años de la década de 1980, volvería a ser activado en 1989 para continuar con su función. En julio de 1983, el Canciller de Austria, Bruno Kreisky mandó una petición para liberar Orlov y darle un refugio en Austria, pero este mensaje no fue considerado.
En 1986, fue objeto de un intercambio junto a Nicholas Daniloff un periodista encarcelado en la Unión Soviética. El intercambio se realizó por el físico Guennadi Zajárov arrestado por espionaje en la ONU en Estados Unidos. Una vez liberado, se estableció en Estados Unidos, recuperó la ciudadanía rusa en 1990 concedida por Mijaíl Gorbachov y obtuvo la nacionalidad estadounidense en 1993.
En Estados Unidos, se vinculó al Laboratorio Newman de estudios nucleares de la Universidad de Cornell. En 1995, la American Physical Society lo galardonó con la medalla Nicholson por servicios humanitarios.
En 2006, Orlov fue el primero en recibir el Premio de Andréi Sájarov de Derechos Humanos de la Sociedad Estadounidense de Física, Andrei Sakharov Prize (APS). Realizó más de cien publicaciones en revistas de tirada internacional.